# Золота вулиця (Київ)
Золота́ ву́лиця — вулиця в Дніпровському районі міста Києва, місцевість Микільська слобідка. Пролягає від вулиці Євгена Маланюка до Каховської вулиці.
Прилучається вулиця Єлизавети Шахатуні.

## Історія
Вулиця виникла в середині XX століття під назвою 260-та Нова. Сучасна назва — з 1959 року. 
У XVIII — на початку XIX століття назву Золота мали теперішня Золотоворітська та частина  Володимирської вулиці.